# Joseph-Henri Louwyck
Joseph-Henri Louwyck, né le 18 juin 1886 à Haubourdin dans le Nord et mort 6 février 1983 à Longjumeau dans l'Essonne, est un écrivain français, lauréat du Grand prix du roman de l'Académie française en 1943.

## Biographie
Joseph-Henri Louwyck fait ses études primaires dans sa ville natale, puis ses études secondaires à Cambrai, et ses études supérieures à Lille et à la Sorbonne, d'où il sortit licencié ès-lettres.
Son premier roman L'Écho du gouffre est publié en feuilleton en 1913. Après la guerre, il publie des ouvrages ayant pour décor la région du nord de la France, sinistrée par les combats. Cette épopée de la région Nord de la France eut des répercussions jusqu'en Amérique : un éditeur de New York en fait un livre scolaire avec un lexique, des notes et une carte[réf. nécessaire]. En 1927, Joseph-Henri Louwyck publie La Légende du gui, s'attachant à décrire de manière romancée la vie de Vercingétorix. Il en tire un opéra mis en musique par Joseph Canteloube et joué en 1933 à l'Opéra de Paris.
Il reçoit en 1943, le Grand prix du roman de l'Académie française pour Danse pour ton ombre. Après la guerre, il continue à décrire dans ses romans la vie du nord et de Lille en particulier avec ses milieux populaires où se mêle une population insolite de Nord-Africains.
En 1950, il reçoit le prix de poésie et en 1966, le prix Artigue de l’Académie française.
Cette activité littéraire a été réalisée en marge de sa profession à l'une des directions du Crédit national. À plus de 80 ans, Joseph-Henri Louwyck a publié un recueil de poèmes Il neige des merveilles inspiré du milieu scientifique et récompensé par le prix Artigue de l'Académie française en 1966.

## Œuvre
Romans
- 1921 : Un homme tendre, éditions Albin Michel
- 1922 : La Race qui refleurit, édition Bloud et Gay – Prix Montyon de l’Académie française 1923
- 1923 : La Dame au beffroi, éditions Albin Michel
- 1925 : La Nouvelle Épopée, éditions Plon – Prix Sobrier-Arnould de l’Académie française 1926
- 1925 : La Légende du gui, éditions Plon
- 1930 : Retour de flamme, édition Plon
- 1941 : Danse pour ton ombre – Grand prix du roman de l'Académie française (1943)
- 1946 : Mademoiselle Cornélie, édition Plon
- 1956 : Tayeb, éditions Flammarion

Poèmes
- 1965 : Il neige des merveilles, éditions Debresse-Poésie – prix Artigue de l'Académie française en 1966

Pièces de théâtre
- Il était une fois, pièce en un acte (première théâtre du Pré-Catelan)
- Qui a bu boira
- Vercingétorix, pièce en quatre actes, en collaboration avec Étienne Clémentel, musique de Joseph Canteloube.